# Fredrik Burman (1819–1888)
Georg Fredrik Burman (i riksdagen kallad Burman i Merlo och Burman i Erikssund o Gustavsberg), född 8 augusti 1819 i Överkalix, Norrbottens län, död 27 maj 1888 i Stockholm, militär och riksdagsman. 
Burman var kapten vid Västernorrlands beväringsbataljon. Han var även sågverksägare och kommunalpolitiker. Han var ledamot av Sveriges riksdags första kammare 1872-1887, invald i Västernorrlands läns valkrets.